# ليون لازاروس
ليون لازاروس (بالإنجليزية: Leon Lazarus)‏ هو كاتب قصص مصورة وكاتب أمريكي، ولد في 22 أغسطس 1919 في ذا برونكس في الولايات المتحدة، وتوفي في 28 نوفمبر 2008.